# 张公庙
张公庙，位于中国广东省云浮市郁南县连滩镇连滩中学左旁，为郁南县的一个县级文物保护单位，类型为古建筑，公布时间为1985年。
张公庙的历史年代为明代。